# Suore missionarie di Maria Aiuto dei Cristiani
Le Suore Missionarie di Maria Aiuto dei Cristiani (in inglese Missionary Sisters of Mary Help of Christians), in origine Missionarie Catechiste di Shillong, sono un istituto religioso femminile di diritto pontificio: i membri di questa congregazione, dette popolarmente Ferrandine, pospongono al loro nome la sigla M.S.M.H.C.

## Storia
La congregazione fu fondata dal missionario salesiano Stefano Ferrando (1895-1978), vescovo di Shillong, come compagnia di religiose indigene da impiegare nell'apostolato missionario nelle zone rurali della sua diocesi: nel 1942 Ferrando ammise alla professione religiosa le prime otto aspiranti e nel 1945, ottenuto il nihil obstat della congregazione de Propaganda Fide, emise il decreto di erezione della fraternità in istituto di diritto diocesano. La formazione del primo nucleo di suore venne affidata alle Figlie di Maria Ausiliatrice.
Le prime costituzioni dell'istituto vennero esaminate Santa Sede e approvate dal vescovo Ferrando il 24 maggio (festa di santa Maria Ausiliatrice) 1948; le Missionarie di Maria Aiuto dei Cristiani divennero istituzione di diritto pontificio il 21 marzo 1977 e dal 27 giugno 1986 appartengono alla famiglia salesiana.

## Attività e diffusione
Le Missionarie di Maria Aiuto dei Cristiani cooperano con il clero diocesano mediante la visita alle parrocchie dei villaggi più isolati, l'apertura di oratori e l'insegnamento del catechismo: si dedicano anche all'istruzione scolastica, all'assistenza gli orfani e alla cura dei malati.
Sono presenti in numerosi stati dell'India: la sede generalizia è a Guwahati, nello stato indiano dell'Assam.
Al 31 dicembre 2005 l'istituto contava 1.004 religiose in 146 case.